# 奥地利皇家國家鐵路

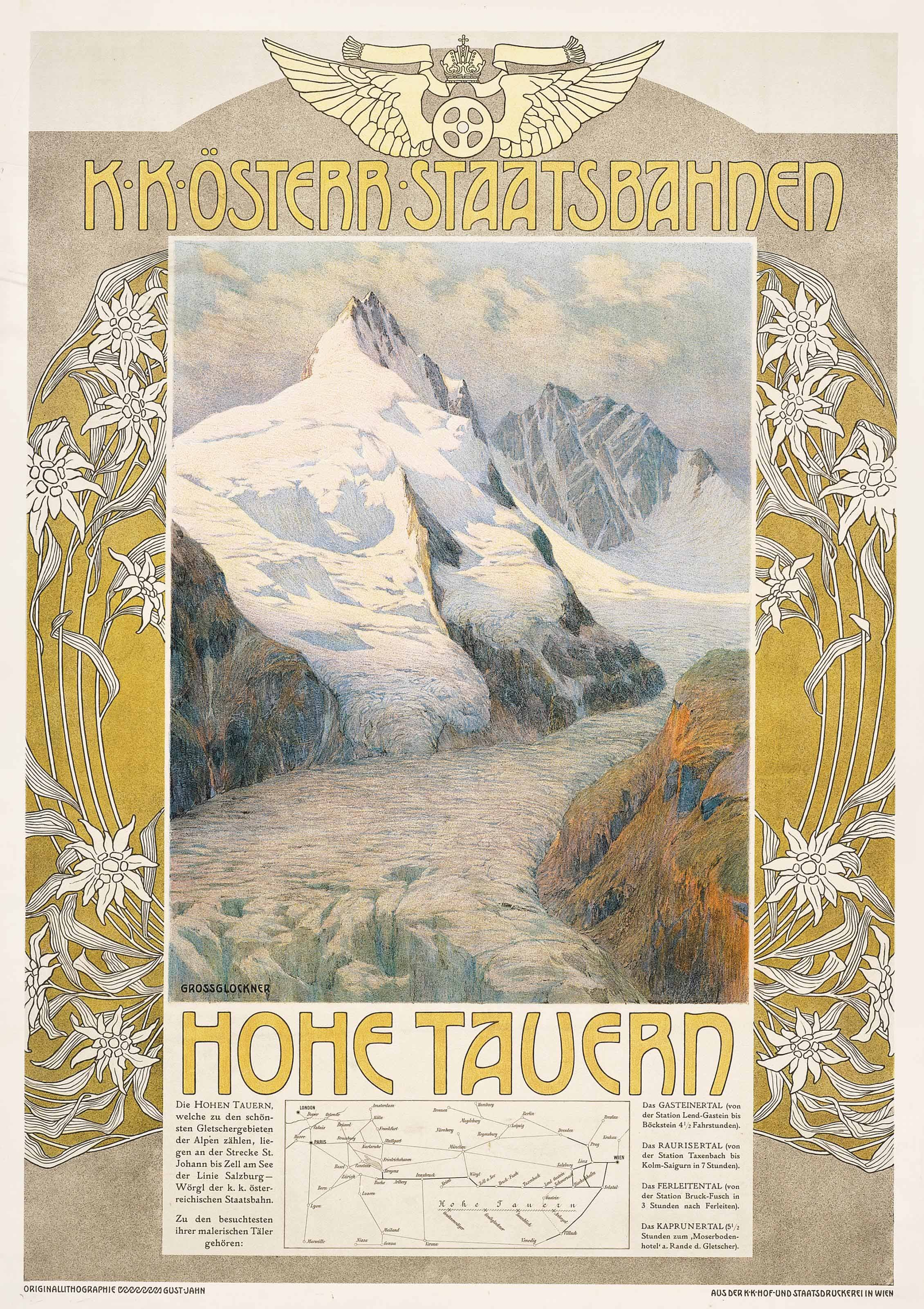
大約1900年的铁路海报广告

奥地利皇家國家鐵路 （德語：k.k. Staatsbahnen） 是奥匈帝国內內萊塔尼亞部分的国家铁路组织。

## 历史
奧地利帝國的物理学家弗朗茨·约瑟夫·格斯特纳（Franz Josef Gerstner）等人，有份推動帝國發展國家的铁路交通。他曾提倡興建鐵路，从伏尔塔瓦河盆地穿过波希米亞山來通往多瑙河。在1810年，首條马拉铁路线在施蒂利亚州的艾森埃爾茨矿山開通，用來运输铁石，全長 22公里（14英里）。在1832年，奥地利的林茨和波希米亞的捷克布杰约维采之间開通了新铁路，全長129公里（80英里），是欧洲大陆第二条城际铁路（首條是在1827年，法国開通由圣艾蒂安往昂德雷濟約的铁路）。此外，从林茨到格蒙登的南部鐵路延伸线，亦于1836年完成。
1837年，北方铁路运营也開通首條蒸汽機車鐵路，由奥地利首都維也納開往加利西亞的克拉科夫。該线路是继 1835年比利时開通布鲁塞尔-梅赫伦铁路线后，欧洲大陆上第二条完全由蒸汽驱动的铁路。

### 1841年铁路计划
到1840年代，雖然北方鐵路很繁榮，但私人投资者開始不愿繼續投資，令奧地利的鐵路網絡也停滞擴張。所以，儘使政府初步有猶豫，但是他其後也漸漸代替私營部門，向鐵路發展啟動投資計劃。
同時，北部鐵路在下奥地利的工程逐漸落成，在贝恩哈德斯塔尔（Bernhardsthal）完成到達波希米亞的边境。該區的工程分為兩條分支，分別是由奧洛穆茨到布拉格（1845年開通）和由布爾諾到布拉格（1849年開通）。1851年，在杰钦的建築工程，到达了帝國在萨克森州的北部邊界，並與撒克逊鐵路連接。
除了北部铁路的扩建外，帝國的其他地方均有鐵路建築工程。1857年，奧地利開通由维也纳通往的里雅斯特的鐵路，該鐵路其後由私人的奥地利南方铁路公司运营。該鐵路的設計來自塞默林铁路和南部铁路（Südbahn）在格拉茨的工程。
1842年，在倫巴第-威尼托王國的米蘭－威尼斯鐵路首段開通。1859年第二次意大利獨立戰爭后，奧地利失去了伦巴第，結束了該區与的里雅斯特的鐵路計劃。在原定計劃裏，西部铁路 (Westbahn) 會由林茨經過萨尔茨堡，通往巴伐利亞王國的邊界，但工程最終沒有落成。
截至1854年，奧地利帝國的鐵路，共有994（618英里）都是國有的，大約佔了70%。然而，由于帝國其後爆發的金融危机，導致铁路價格大跌，其中许多出售了致法国的投资者。奧地利帝國亦授予新的私营公司有特许权，例如特權國家鐵路。

### 奥地利国家铁路

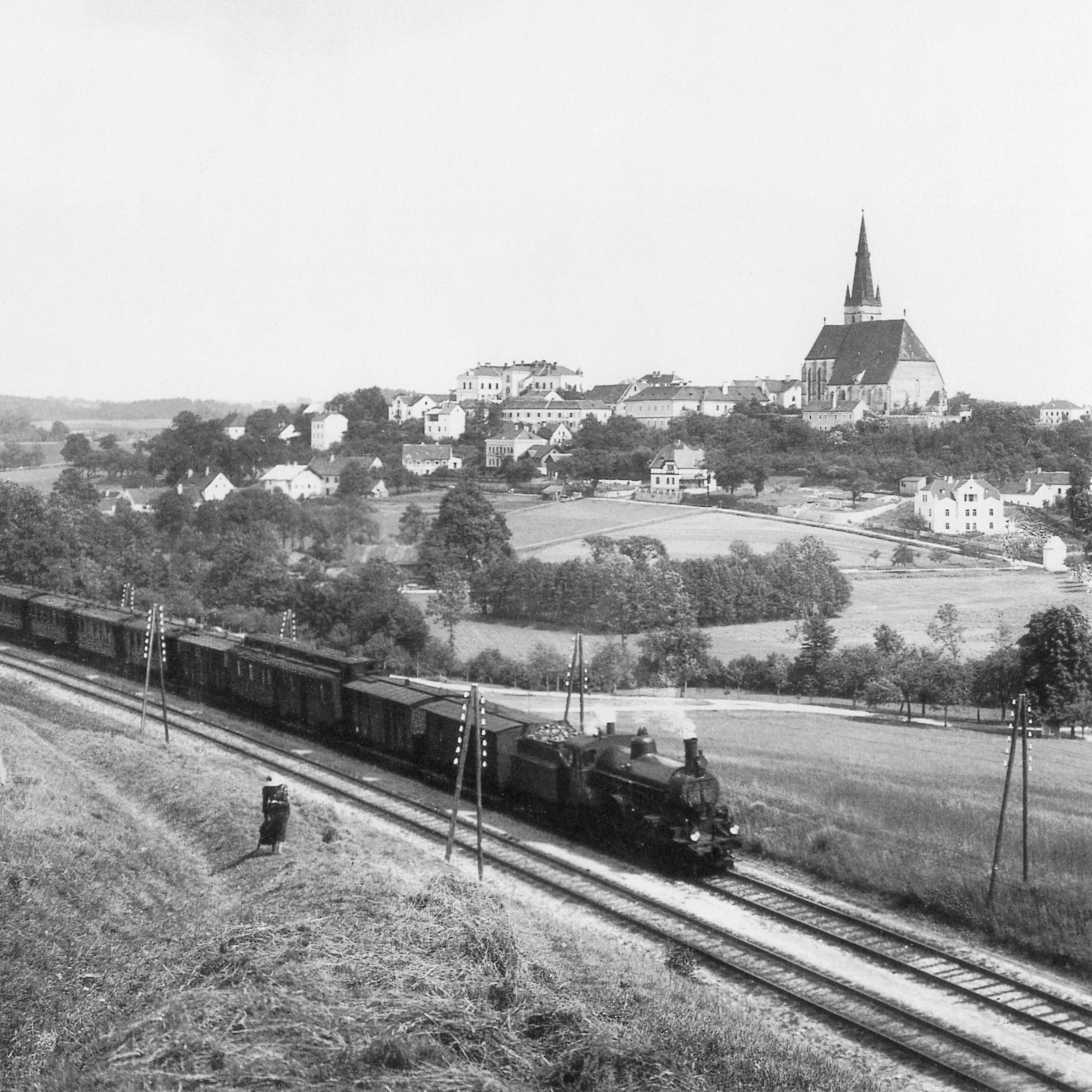
1900年左右，下奥地利州哈格附近的 KkStB Westbahn 火车

在1867年奧匈妥協後，聖史蒂芬王冠領（Transleithanian）的线路被国有化，成为匈牙利国家铁路 (MÁV)。早在1866年，奥匈帝国的贸易部长就经敦促政府，希望做出更大的承诺。隨後，1873年恐慌導致的长期萧条，令該部門重新评估。维也纳股市崩盘，导致奧地利的几家铁路公司都相繼破产，其後由国家接管。
自1884年1月1日起，奧地利的貿易部成立了“皇家国家铁路总局”（德語：k.k. Generaldirektion der Staatsbahnen），就是國家鐵路部的前身。該鐵路局分別在維也納、林茨、因斯布鲁克、菲拉赫、布傑采、比尔森、布拉格、克拉科夫、伦贝格、波拉和斯帕拉托设立了运营部门。到1884年底，国家的铁路网共覆盖了5,103（3,171英里）。
1896年1月15日，皇帝弗朗茨·约瑟夫一世在大臣总统卡西米尔·费利克斯·巴德尼伯爵的建议下，批准成立帝国-皇家铁路部 （德語：k.k. Eisenbahnministerium）。此外，在的里雅斯特 、 奧洛穆茨和伊万诺-弗兰基夫斯克的鐵路組成了另一個部門來管理。1901年，帝国议会通过了由奧地利首相推動的决议，在阿尔卑斯山提供了主要的铁路道口，希望擴張國家的鐵路網絡。
隨著國家鐵路部對其他公司國有化，他逐漸變成了垄断。該部門在1906年收购了北方鐵路，然後在1909年再收购了特權國家鐵路和西北鐵路。此後，只剩下南方鐵路為唯一主要的私有鐵路公司。1914年，奥匈帝国共有長達22,981（14,280英里）的鐵路軌道，其中有82%，大約18,859（11,718英里），是国有的。

### 解散
1918年11月12日，在第一次世界大战結束和奧匈帝國解體后，該铁路部根据德奥共和國的临时议会决议，宣佈解散。在解散後，該鐵路部的設備，在新成立的國家公司中各自分配，如下：
- 奥地利：奥地利联邦铁路（BBÖ）[b]
- 波兰：波兰国家铁路 (PKP)
- 捷克斯洛伐克：捷克斯洛伐克國家鐵路 (ČSD)
- 南斯拉夫：南斯拉夫鐵路 (JŽ)
- 意大利：意大利國家鐵路 (FS)
- 罗马尼亚：罗马尼亚铁路 (CFR)

1920年11月10日，新頒佈的《奧地利憲法》把國家的鐵路部，交給了新成立的交通部來管理。

## 註腳
1. ↑  該名有時會有“奧地利”這字眼，例如在1907年的一份官方手冊 (Staatshandbuch) and on the title page of the Imperial-Royal Railway Ministry publication[1]
2. ↑  該名自1923年起用，前名為 Deutschösterreichische Staatsbahnen (DÖStB)，1919 年曾更名为Österreichische Staatsbahnen (ÖStB)